# Hieroglyphus banian
Hieroglyphus banian är en insektsart som först beskrevs av Fabricius 1798.  Hieroglyphus banian ingår i släktet Hieroglyphus och familjen gräshoppor. Inga underarter finns listade i Catalogue of Life.